# Trane France
Trane France est une entreprise fabriquant des équipements aérauliques et frigorifiques industriels, installée dans le département des Vosges depuis 1958 à Golbey, siège de l’entreprise, et depuis 1974 à Charmes.  
En 2020, elle emploie 1 400 personnes en France, dont 800 sur les deux sites vosgiens. C'est une filiale du groupe américain Trane technologies qui emploie 45 000 personnes dans le monde et la seule usine du groupe pour l’Europe, le Moyen-Orient et l’Afrique. 

## Histoire
Le groupe américain Trane installe en 1958 une usine à Golbey lorsqu’il décide de s’implanter en Europe. En association avec Air Liquide dans un premier temps, des échangeurs thermiques en aluminium brasé y sont construits. En 1963, Trane rachète la totalité des parts de l’entreprise. 
En 1974, un second site est ouvert à Charmes.
En 1991, encouragée par une aide publique, la société s'installe aussi dans la zone franche de Mirecourt, qu’elle quitte en 1998. À ce moment, ses sites vosgiens font travailler 1 200 personnes.
En 2000-2001, devenue filiale d'American Standard, Trane traverse une période difficile : les exercices de 1998 à 2000 sont déficitaires et la société mère s’engage dans un processus de réduction des coûts dans tous ses sites. Dans les Vosges, 63 des 1 128 salariés des deux usines, principalement dans l'encadrement, sont licenciés,.
Le redressement intervient les années suivantes après un accord avec le concurrent japonais Daikin. Les sites vosgiens abandonnent le marché des particuliers pour ne se consacrer qu’à une clientèle de professionnels. Les investissements reprennent.
Le groupe Ingersoll Rand fait l'acquisition de Trane en juin 2008. 
En 2010, le licenciement d'un ouvrier syndicaliste engendre la polémique et en 2011, les sites vosgiens connaissent un mouvement social important,.
En mars 2020, à l'issue de la scission de ses activités industrielles, Ingersoll-Rand plc prend la dénomination sociale de Trane Technologies.

## Sites vosgiens
Trane est implanté à Épinal-Golbey en 1958, une seconde est créée en 1974 à Charmes.
En 2014, Trane installe sa principale unité de production européenne et sa seconde usine dans les Vosges à Golbey.
En octobre 2016, sur son site d’assemblage de Charmes (Vosges) est inauguré un centre de validation européen  qui représente un investissement de 4,1 millions.
En 2020, en solidarité au personnel soignant, l'entreprise offre masques, combinaisons et gants,.

## Production
Trane produit des climatiseurs, refroidisseurs, pompes à chaleur, centrales de traitement de l'air, unités de toitures, terminaux à eau... adaptés à différents secteurs d'activité.